# Фёдоров, Владимир Алексеевич (энергетик)
Влади́мир Алексе́евич Фёдоров (28 июля 1955, Кимры, Тверская область, СССР — 8 ноября 2013 года, Калуга, Российская Федерация) — советский и российский теплофизик, энергетик, изобретатель, менеджер. Один из основателей (1991) и генеральный директор (1991—2013) ЗАО «Научно-производственное внедренческое предприятие „Турбокон“».

## Биография
Владимир Фёдоров родился 28 июля 1955 года в Кимрах Тверской области. Евгений Фёдоров на сайте Национального комитета по тепломассообмену.
В 1978 году окончил Московский энергетический институт.
Более 20 лет работал на Калужском турбинном заводе.
В 1985 году защитил кандидатскую диссертацию, в 1990-м — докторскую диссертацию.
В 1991 году с группой ведущих специалистов Калужского турбинного завода создал закрытое акционерное общество «Научно-производственное внедренческое предприятие „Турбокон“» и до преждевременной смерти в 2013 году был его бессменным генеральным директором.
Владимир Фёдоров обосновал и реализовал опытный образец высокотемпературной (800—1500°С) паровой турбины, высокоэффективную воздушно-конденсационную установку, новые типы высокотемпературных уплотнений и др.
Автор 8 монографий, более 150 статей и патентов.
Область научных интересов: теплогидравлические автоколебания при кипении и конденсации теплоносителя внутри труб в системах отвода тепла от ядерных энергетических установок, предельные тепловые нагрузки при кипении, процессы горения органического и водородного топлива в среде водяного пара, высокотемпературные (до 1500 С) паротурбинные установки, воздушные конденсаторы.
Член Национального комитета по тепломассообмену.

### Семья
- Сыновья-близнецы:
  - Евгений Владимирович Фёдоров (р. 1978) — российский топ-менеджер.
  - Денис Владимирович Фёдоров (р. 1978) — российский топ-менеджер.

## Награды, премии и звания
- Премия имени И. И. Ползунова АН СССР (за серию новаторских работ совместно с А. И. Леонтьевым и О. О. Мильманом)[2][1]
- Почётный работник науки и техники Российской Федерации[2]
- Юбилейная медаль «300 лет Российскому флоту»[2]

### Публикации Владимира Фёдорова

#### Монографии
- Мильман О. О., Фёдоров В. А. Тепло-гидравлические автоколебания и неустойчивость в теплообменных системах с двухфазным потоком. — М.: Издательство МЭИ, 1998. — 233 с.

### О Владимире Фёдорове
- Имамутдинов Ирик. Не обижайте малых энергетиков // Эксперт. — 6 июня 2011 года. — № 22 (756).
- Токарева Ирина. В самом сердце научной мысли // Калужская неделя. — 9 октября 2013 года. Архивировано 21 февраля 2014 года.
- Мельников Алексей. Укрощение калорий: Интервью с Олегом Мильманом // Весть. — 19 декабря 2013 года.